# Paracles lateralis
Paracles lateralis är en fjärilsart som beskrevs av Walker 1855. Paracles lateralis ingår i släktet Paracles och familjen björnspinnare. Inga underarter finns listade i Catalogue of Life.